# Moral Panic
Moral Panic es el tercer álbum de estudio de la banda inglesa de rock alternativo Nothing But Thieves. Fue lanzado el 23 de octubre de 2020 bajo el sello discográfico Sony Music y producido por Mike Crossey.
El álbum fue precedido por cinco sencillos: el sencillo principal "Is Everybody Going Crazy?", lanzado el 18 de marzo de 2020, "Real Love Song", lanzado el 23 de junio de 2020, "Unperson", lanzado el 28 de agosto de 2020, "Impossible", lanzado el 14 de septiembre de 2020, y "Phobia", lanzado el 16 de octubre de 2020.

## Lista de canciones
| Moral Panic track listing |                                       |          |  |
| N.º                       | Título                                | Duración |  |
| 1.                        | «Unperson»                            | 3:24     |  |
| 2.                        | «Is Everybody Going Crazy?»           | 3:57     |  |
| 3.                        | «Moral Panic»                         | 3:40     |  |
| 4.                        | «Real Love Song»                      | 3:42     |  |
| 5.                        | «Phobia»                              | 4:04     |  |
| 6.                        | «This Feels Like the End»             | 4:02     |  |
| 7.                        | «Free If We Want It»                  | 3:52     |  |
| 8.                        | «Impossible»                          | 4:08     |  |
| 9.                        | «There Was Sun»                       | 4:03     |  |
| 10.                       | «Can You Afford to Be an Individual?» | 3:56     |  |
| 11.                       | «Before We Drift Away»                | 4:14     |  |

## Posicionamiento en lista
| Lista (2020)                  | Posiciones |
| ----------------------------- | ---------- |
| Alemania (Offizielle Top 100) | 35         |
| Australian Albums (ARIA)      | 8          |
| Austria (Ö3 Austria)          | 38         |
| Bélgica (Ultratop flamenca)   | 21         |
| Bélgica (Ultratop valona)     | 70         |
| Italian Albums (FIMI)         | 42         |
| Países Bajos (Album Top 100)  | 5          |
| Polonia (ZPAV)                | 21         |
| Reino Unido (UK Albums Chart) | 3          |
| Suiza (Schweizer Hitparade)   | 28         |